# Catar en los Juegos Paralímpicos de Tokio 2020
Catar estuvo representado en los Juegos Paralímpicos de Tokio 2020 por dos deportistas, un hombre y una mujer.

## Medallistas
El equipo paralímpico catarí obtuvo las siguientes medallas:
| Nombre                 | Deporte   | Evento             |
| ---------------------- | --------- | ------------------ |
| Oro                    |           |                    |
| —                      |           |                    |
| Plata                  |           |                    |
| —                      |           |                    |
| Bronce                 |           |                    |
| Abdulrahman Abdulkadir | Atletismo | Peso F34 masculino |